# بات فينوكان
بات فينوكان (بالإنجليزية: Pat Finucane)‏ هو محامي إيرلندي، ولد في 21 مارس 1949 في بلفاست في المملكة المتحدة، وتوفي بنفس المكان في 12 فبراير 1989.